# Quiliano
Quiliano es una localidad y comune italiana de la provincia de Savona, región de Liguria, con 7.360 habitantes.

## Evolución demográfica
| Gráfica de evolución demográfica de Quiliano entre 1861 y 2001 |
|                                                                |
| Fuente ISTAT - elaboración gráfica de Wikipedia                |